# Enningalm
Die Enningalm ist eine Alm im Ammergebirge. Sie liegt auf dem Gemeindegebiet von Garmisch-Partenkirchen in einem Sattel zwischen Windstierkopf und Hirschbichel.
Die zeitweise bewirtschaftete Almhütte liegt an der Via Alpina und ist auch ein beliebtes Ziel für Mountainbikefahrer.

## Weitere Fotos

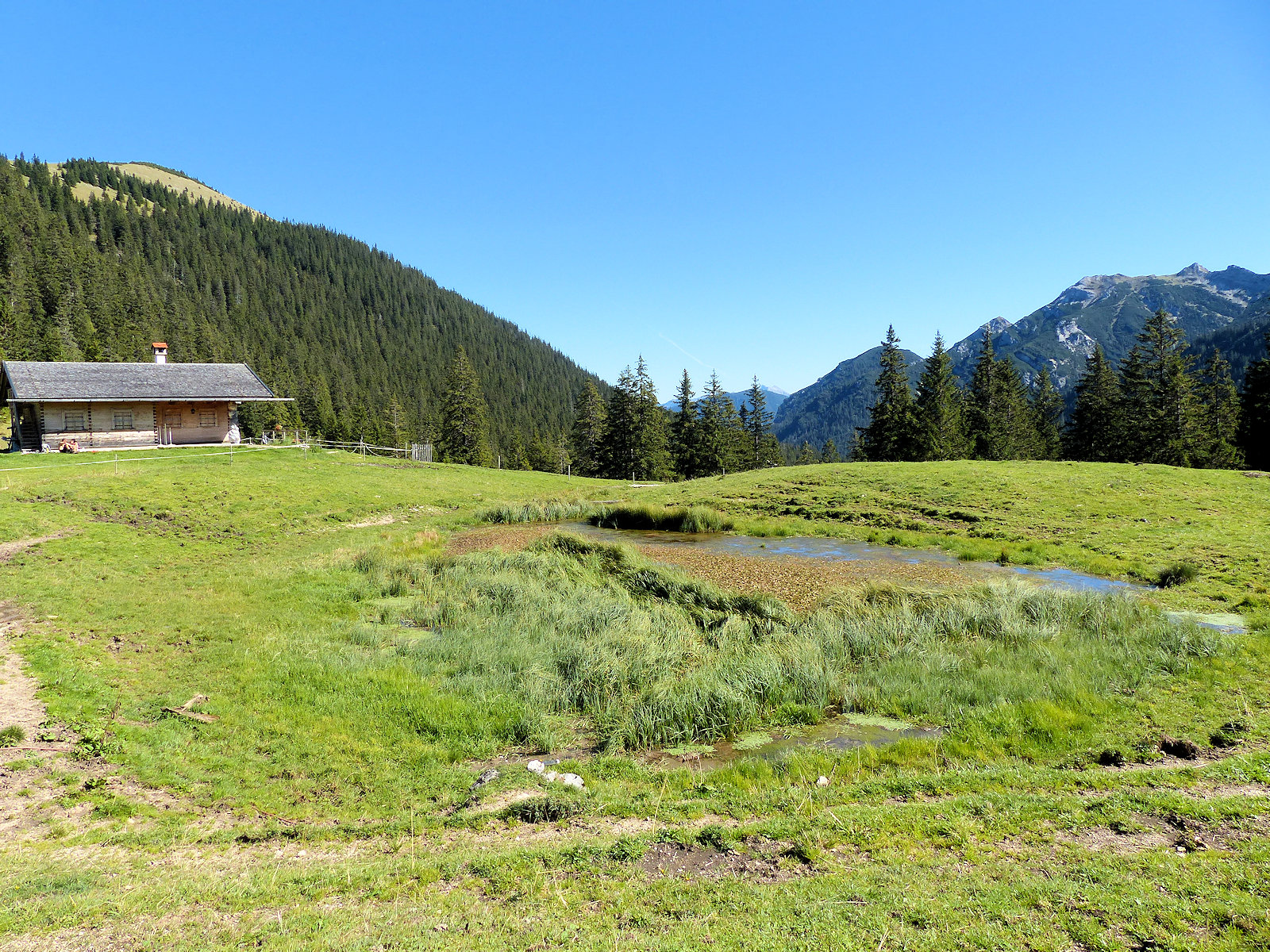
Quelltümpel des Fleckgrabens bei der Enningalmhütte (links)